# Dotideomicètids
Els dotideomicètids (Dothideomycetidae) són una subclasse de fongs ascomicots de la classe dels dotideomicets (Dothideomycetes). Les cavitats de les estructures sexuals (ascomates) no tenen cèl·lules verticals (parafises, pseudoparafises o parafisoides), creixen entre els ascs.

## Taxonomia
En un principi la subclasse Dothideomycetidae consta de tres ordres, Dothideales, Myriangiales i Capnodiales. La darrera revisió de la taxonomia dels fongs (Hyde et al. 2024) afegeix vuit ordres mes:
- Ordre Arthrocatenales
- Ordre Aureoconidiellales
- Ordre Capnodiales
- Ordre Cladosporiales
- Ordre Comminutisporales
- Ordre Dothideales
- Ordre Mycosphaerellales
- Ordre Myriangiales
- Ordre Neophaeothecales
- Ordre Phaeothecales
- Ordre Racodiales